# Andy Bradford
Andy Bradford (* 7. September 1944 in Cambridge) ist ein britischer Stuntman und Schauspieler.

## Leben
Andy Bradford wuchs in Cambridge auf. Der 2,04 m große Andy Bradford begann seine Karriere als Schauspieler.
In Krieg der Sterne (1977, Eine neue Hoffnung) spielte er Tanbris, den Adjutanten von Darth Vader,
in Octopussy (1983) hatte er einen Kurzauftritt als 009.
Bradford ist besser als Stunt-Double bekannt. Er war in mehr als 260 Film-und-Fernsehproduktionen als Stuntman und Stunt Coordinator tätig, wirkte unter anderem in der Star-Wars-Reihe, in der James-Bond-Reihe, Flash Gordon und in der Serie Mit Schirm, Charme und Melone mit.
Bradford ist seit 2006 mit der Kostümbildnerin Marion Lester-Card verheiratet.

## Filmografie (Auswahl)
Filmrollen
- 1969: Alfred der Große – Bezwinger der Wikinger (Alfred the Great)
- 1979: Im Bann des Kalifen (Arabian Adventure)
- 1980: Flash Gordon
- 1981: James Bond 007 – In tödlicher Mission (For Your Eyes Only)
- 1983: Sag niemals nie (Never Say Never Again)
- 1986: Sid und Nancy (Sid & Nancy)
- 1988: Genie und Schnauze (Without a Clue)
- 1991: Sherlock Holmes (Fernsehserie, Folge 5x05)
- 1997: Bean – Der ultimative Katastrophenfilm (Bean)

Stuntcrew
- 1984: Indiana Jones und der Tempel des Todes (Indiana Jones and the Temple of Doom)
- 1988: Falsches Spiel mit Roger Rabbit (Who Framed Roger Rabbit)
- 1991–1994: Sherlock Holmes (The Memoirs of Sherlock Holmes, Fernsehserie, Staffel 5 + 6, Stuntkoordinator in acht Folgen)
- 2002: Sherlock (Sherlock: Case of Evil, Stuntkoordinator)
- 2003: Du stirbst nur zweimal (Second Nature, Stuntkoordinator)
- 2004: Sherlock Holmes – Der Seidenstrumpfmörder (Sherlock Holmes and the Case of the Silk Stocking, Stuntkoordinator)